# Лихотников, Артём Владимирович
Артём Владимирович Лихотников (род. 11 мая 1994 года) — казахстанский хоккеист, нападающий усть-каменогорского «Торпедо» и сборной Казахстана.

## Карьера
Воспитанник темиртауского хоккея.
В составе клубов «Барыс-2», «Номад», «Темиртау», «Торпедо» играл в чемпионате Казахстана. В семи сезонах провёл 186 игр, набрав 35+53 очка по системе «гол + пас».
В Молодёжной хоккейной лиге выступал за «Снежные Барсы», проведя более 120 игр.
В ВХЛ играл за «Сарыарка» и «Торпедо».
В сезонах 2014-15 и 2017-18 в составе ХК «Барыс» играл в КХЛ. В 37 играх набрал 2+2 очка по системе «гол+пас».
На международном уровне привлекался в молодёжную сборную Казахстана и национальную сборную.

## Достижения
— чемпион Азиады 2017

 — двукратный вице-чемпион Казахстана (2017, 2018)
1. ↑  https://www.iihf.com/en/events/2024/ogqmd/teams/roster/58951/ — Международная федерация хоккея на льду.
2. ↑  Elite Prospects (англ.) — 1999.
3. ↑  https://www.iihf.com/en/events/2021/wm/teams/roster/19319/